# Acraea oberthuri
Acraea oberthuri är en fjärilsart som beskrevs av Butler 1895. Acraea oberthuri ingår i släktet Acraea och familjen praktfjärilar. Inga underarter finns listade i Catalogue of Life.